# Gaukværøya

Gaukværøya est une petite île inhabitée de la commune de Bø , en mer de Norvège dans le comté de Nordland en Norvège.

## Description
L'île de 1,1 km2 fait partie de l'archipel des Vesterålen. Elle est située tout juste au nord de l'île de Litløya.
Au Moyen Âge, Gaukværøya était l'un des plus grands villages de pêcheurs desq Vesterålen, mais après la Seconde Guerre mondiale, l'île a été évacuée. Les derniers habitants ont quitté l'île en 1951, et il ne reste aujourd'hui que les fondations des maisons.